# ほんだゆきお
ほんだ ゆきおは、日本の映像作家、アニメーター。本名は本田 幸雄（読み同じ）。
主に、NHK『おかあさんといっしょ』や『みんなのうた』などのアニメーションを制作していた。

## 作成作品一覧

### おかあさんといっしょ
- にこにこぷんオープニング（1983年‐1992年）
- かんづめあけたら
- しゃぼんだまいっぱい
- ぼくのシャンプー
- こっちとそっち
- ふゆのおと
- いっこ にこ さんこ しっこ
- きいろい木馬

### みんなのうた[1]
- 1.まちぼうけ / 秋吉久美子（1979年4月・5月放送）
- 2.小さな木の実 / 斉藤昌子（1983年10月・11月放送）
- 3.学校坂道 / さとう宗幸（1984年4月・5月放送）
- 4.赤い帽子 / 下成佐登子（1984年10月・11月放送）
- 5.いちばんきれいな星 / 島倉千代子（1989年10月・11月放送）
- 6.リボン結びのWAKU WAKU / 七つ星（1990年10月・11月放送）
- 7.銀杏のダンス / 北原ミレイ（1991年10月・11月放送）
- 8.夕陽がおちて / 佐藤しのぶ（1992年10月・11月放送）
- 9.そらとぶくじら / 外山喜雄とデキシーセインツ（1996年10月・11月放送）

### 母と子のテレビ絵本
- わたしの紙風船 / 桑江知子
- 海の木馬 / 深町純、木村真紀
- フルーツバスケット / 福見安子

### テレビアニメ
いずれもオープニング・エンディングアニメーションを担当
- アニメーション紀行 マルコ・ポーロの冒険
- 太陽の子エステバン
- キャッツ・アイ
- ワンダービートS

### テレビCM
- 銀座鈴屋　甘納豆（1984年）
- 日本民間放送連盟「放送広告の日」「人間やめますか？」（1985年）

### その他
- うたって・ゴー（OPアニメーション）
- プルプルプルン（人形デザイン）
- ひげよさらば（OPアニメーション）
- わいわいドンブリ（演出）